# Priap

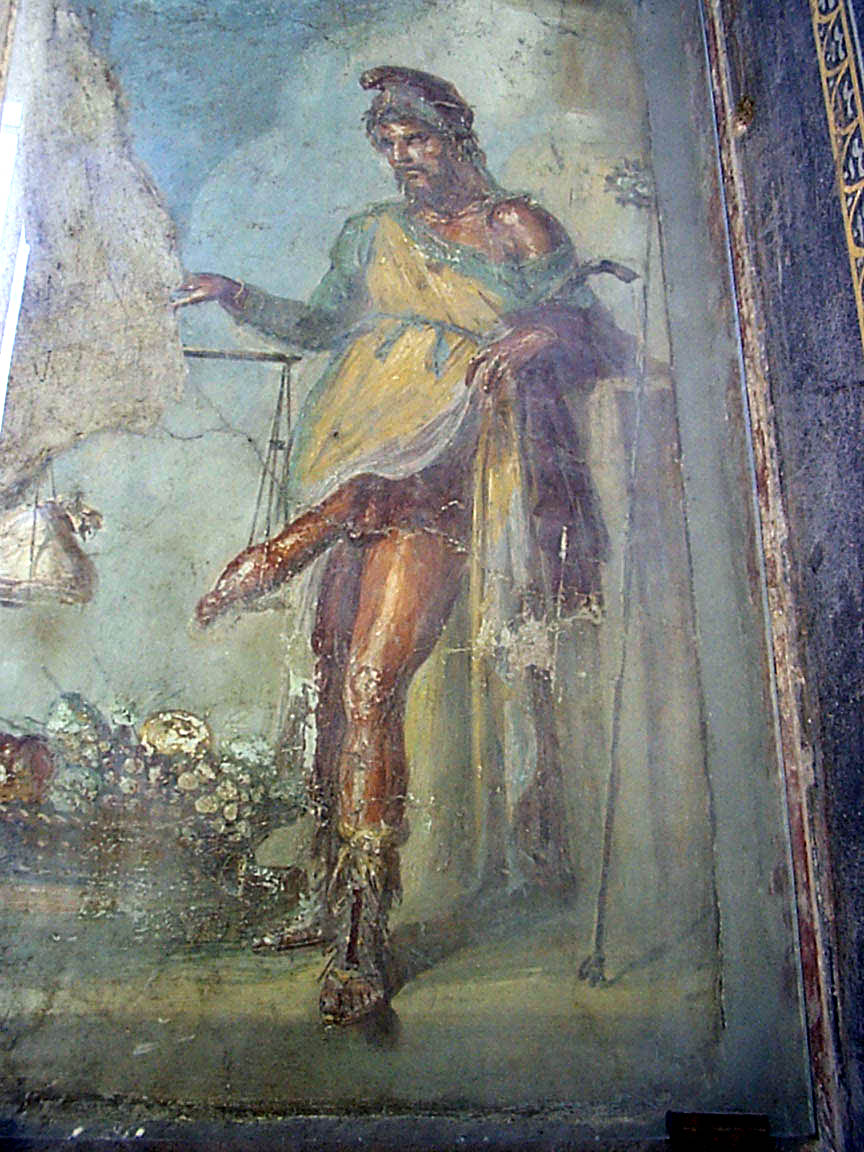
Fresc de Priap, a la casa dels Vettii de Pompeia, Pompeia.

Priap (en grec antic Πρίαπος) és una divinitat grega que simbolitza l'instint sexual i la força generativa masculina i també de la fecunditat de la natura. Era el déu protector dels jardins, les vinyes, el bestiar i la virilitat masculina; del seu nom deriva el del problema mèdic conegut com a priapisme.

## Família i relacions
Priap era considerat fill d'Afrodita i Dionís, o d'Afrodita i Adonis, o de Dionís i Quíone. Una altra llegenda el fa fill d'Afrodita i Zeus i atribueix el seu aspecte a Hera; segons aquest mateix relat, Hera, temorosa que un fill que reunís la força de Zeus i la bellesa d'Afrodita fos un perill per als déus olímpics, va tocar el ventre de la deessa de manera que el nen va néixer deforme, amb un penis desmesurat. Afrodita, per evitar ser objecte de riota per haver engendrat un fill com aquell, el va abandonar a les muntanyes, on va ser trobat i criat per un grup de pastors.
Pel seu origen asiàtic i per les seves afinitats amb Silè i els sàtirs, Priap va ser inclòs entre els acompanyants de Dionís. D'acord amb una tradició, durant una festa dionisíaca, Priap va enamorar-se de la nimfa Lotis, però en anar-la a trobar, de nit, va ser interromput per l'ase de Silè, que va despertar Lotis i les bacants amb brams. Més endavant Priap va perseguir Lotis que va ser transformada en la flor de lotus blanc, com Dafne s'havia convertit en llorer i Siringa en canya. Ovidi recull una variant del relat en què Lotis és substituïda per la deessa Vesta.

## Culte
Priap era una divinitat originària de la ciutat asiàtica de Làmpsac, on Pausànies va observar que era més venerat que a cap altre lloc. L'expansió del seu culte per Grècia i per Itàlia va tenir lloc al segle IIIaC. Segons Llucià a Bitínia era considerat un déu guerrer, mestre del jove Ares.
El seu culte va tenir més seguiment en ambients rurals que a les ciutats on era sovint motiu de broma. Pausànies documenta també que aquesta divinitat era venerada "on les cabres i les ovelles pasturen i on hi ha eixams d'abelles".
Es creia que la seva sola presència desviava el mal d'ull i anul·lava els maleficis que tenien per objecte fer malbé les collites. Com a déu de la fertilitat tenia una gran presència principalment en horts i jardins domèstics, però també se n'han documentat uns pocs temples.
Una interpretació evemerística del seu mite el considerava un ciutadà de Làmpsac que fou expulsat de la ciutat per la seva deformitat.

## Iconografia
La seva iconografia és la d'un home jove itifàl·lic i era representat a les cases com a símbol de la fertilitat dels seus habitants o per no perdre-la. Va tenir més difusió en el món romà que en el grec, però era venerat pels pares que volien un fill o descendència.
Al Museu d'Arqueologia de Catalunya hi ha l'estàtua gairebé colossal (uns 3 metres) sense cap del déu anomenada el príap d'Hostafrancs. És d'època romana imperial i va ser localitzada en realitzar-se obres en un solar del barri d'Hostafrancs a Barcelona el mes de juliol de 1848, tot i que va romandre amagada a la contemplació de tothom fins a l'exposició de 1986. L'escultura fou tallada en pedra sorrenca de les pedreres de Montjuïc. Segurament, per la seva talla monumental i el tipus de treball pla i rígid de la part posterior es pot dir que l'escultura devia anar adossada a algun templet situat en un jardí.